# 贡布扎布·赞丹沙塔尔
贡布扎布·赞丹沙塔尔（1970年3月8日—），蒙古国政治人物，出生于巴彦洪戈尔省巴彦查干县，现任蒙古国总理。

## 生平
赞丹沙塔尔1970年生于巴彦洪戈尔省巴彦查干县。1987年在乌兰巴托第77高等学校学习。1987年至1992年，在苏联伊尔库茨克国立人民经济学院学习。
1991年至1992年，赞丹沙塔尔在商务与经济学院市场营销与商务研究中心担任研究员，之后在市场研究学院担任财政与经济学讲师。1995年至1996年，在农业银行担任外汇司官员、经济学家。1996年至1998年，在农业银行担任负责结构改革的经理、外汇司主任、贷款和货币政策部部长。1998年，担任蒙古银行培训中心经理。1998年至2000年，先担任蒙古银行派往农业银行的管理员，后担任接管小组成员。2000年至2003年，担任可汗银行（Khan Bank）副行长。
2003年至2004年，担任蒙古国食品与农业部副部长。2004年，在荷兰马斯特里赫特大学学习。2004年起，担任国家大呼拉尔议员。2009年11月至2012年8月，担任蒙古国对外关系与贸易部部长。2012年7月至2013年10月，担任蒙古人民党中央委员会总书记。
2025年6月13日，國家大呼拉爾任命贊丹沙塔爾担任蒙古国总理，接替因示威抗議而辭職的羅布桑那木斯來·奧雲額爾登。